# Eurynassa australis
Eurynassa australis är en skalbaggsart som först beskrevs av Jean Baptiste Boisduval 1835.  Eurynassa australis ingår i släktet Eurynassa och familjen långhorningar. Inga underarter finns listade i Catalogue of Life.